# KURUNE -next music live-
『KURUNE -next music live-』（クルネ ネクストミュージックライブ）は、2022年3月28日から2023年9月26日までBSJapanextにて放送された音楽番組。

## 概要
SNSや音楽業界内で話題の「新時代期待のアーティスト」をゲストに招き、その素顔や魅力、楽曲制作の裏側など取り上げる音楽番組。なお番組名は「来る音（ね）」や「来る（流行る）ね」に由来する。 
メインMCはEXILE MAKIDAI（PKCZ®️）、進行役となるサブMCはJr.EXILE（EXILE TRIBEの若手メンバー）が持ち回りで務めていた。 

### 公式アプリ連動
放送局公式アプリ「つながるジャパネット」では、投稿欄で視聴者から今後の出演予定者への質問やメッセージを受け付けていたほか、番組放送中に利用可能な視聴者チャット機能「リアルタイムコメント」ではいずれも不定期企画として、出演者が書き込みに参加したり、一般のコメント投稿者の中から抽選でゲストのサインなどが贈られる企画が実施されていた。

### 放送日時
2022年3月の放送開始当時から2023年6月末までの約1年3ヶ月間は、月曜 22:00 - 22:30（JST）に放送されていた。2023年7月の放送枠再編により火曜 22:30 - 23:00（JST）の放送となった。

## コーナー

### トークコーナー
いずれもサブMCが進行しMAKIDAIがトークで詳細を引き出す。

#### 通常回のコーナー
- KURU STORY（クルストーリー） - ゲストの半生を年表にまとめ、生い立ちやアーティストになるきっかけ、音楽性に影響を与えた出来事などを掘り下げる。
- KURUNE POINT（クルネポイント） - ゲストの関係者・アーティスト仲間・家族などに取材したゲストの素性やおすすめポイントなどを伝える。通常はサブMCがコメントを読み上げ、著名人の場合は本人がVTR出演することもある。
- KURU WORD（クルワード） - ゲストの音楽観やこだわりをいくつかのキーワードとして取り上げる。一部の回のみ実施。

#### 「特別企画」内のコーナー
※複数のアーティストが出演する放送回。企画の名称は特にない。2023年4月開始。
- KURUNE TALK - ゲストが個人的な「くるね!」なもの（グルメや趣味など）を紹介するコーナー。
- BOXトーク - 予め用意された箱からカードを取り出し、そこに書かれたトークテーマに沿ってゲストと話す。
- KURUNE QUESTION!（クルネクエスチョン） - 視聴者から募集した質問に出演者が答える。出演者が事前アンケートなどで別の出演者へと出した質問も扱われる。
- みんなでMVを観よう - ゲストライブ「ONE CUT LIVE」が収録されなかった2023年8 - 9月放送回の一部で実施。MCを含めた出演者一同でゲストアーティストのミュージック・ビデオ（MV）を鑑賞しながら、楽曲・バーフォーマンスやMVの見どころや製作の裏話などを語る。

### ONE CUT LIVE
ゲストライブは『有名カメラマンによるONE CUT LIVE』と銘打ち、映画カメラマンなどがワンカット撮影したゲストの歌唱（演奏）映像をそのまま放送している。通常は各回2曲を放送する。

#### カメラマン
- 早坂伸 - 映画カメラマン
- 曽根剛 - 映画監督・撮影監督
- 寺本慎太朗 - 映画カメラマン
- 今井哲郎 - 撮影監督
- 伊集守忠 - 映画カメラマン
- 嶋根義明 - 映画カメラマン
- 橋本太郎 - CMカメラマン

## 放送リスト

### 2022年
| 回 | 放送日   | ゲスト              | ONE CUT LIVE                                                   | ガメラマン | サブMC                        | 備考                                                                |
| -- | -------- | ------------------- | -------------------------------------------------------------- | ---------- | ----------------------------- | ------------------------------------------------------------------- |
| 1  | 3月28日  | まつり              | 「自惚れ。」「だーりん。」                                     | 早坂伸     | RIKU（THE RAMPAGE）           |                                                                     |
| 2  | 4月4日   | Tani Yuuki          | 「W/X/Y」「愛言葉」                                            | 早坂伸     | RIKU（THE RAMPAGE）           |                                                                     |
| 3  | 4月11日  | 武藤彩未            | 「tsubaki」「holic」                                           | 早坂伸     | RIKU（THE RAMPAGE）           |                                                                     |
| 4  | 4月18日  | 舟津真翔            | 「#君と僕とが出逢った日」「冬の魔法」                          | 曽根剛     | 佐藤大樹（EXILE、FANTASTICS） |                                                                     |
| 5  | 4月25日  | ねね                | 「さよならセレナーデ」「ウソツキ」                             | 曽根剛     | 佐藤大樹（EXILE、FANTASTICS） |                                                                     |
| 6  | 5月2日   | 音虎とErii          | 「バカだ私は」「君は魔法使い」                                 | 曽根剛     | 佐藤大樹（EXILE、FANTASTICS） |                                                                     |
| 7  | 5月9日   | ASA                 | 「オモイアイ」「典型的な片思いをした人のうた。」               | 曽根剛     | 佐藤大樹（EXILE、FANTASTICS） |                                                                     |
| 8  | 5月16日  | SG(ソギョン)        | 「僕らまた」「ひとくちのキス」                                 | 早坂伸     | 砂田将宏（BALLISTIK BOYZ）    |                                                                     |
| 9  | 5月23日  | しなの椰恵          | 「まっしろ」「駄目なあなたのまま」                             | 早坂伸     | 砂田将宏（BALLISTIK BOYZ）    |                                                                     |
| 10 | 5月30日  | SHISE               | 「そよ風」「夜を呑む」                                         | 早坂伸     | 砂田将宏（BALLISTIK BOYZ）    |                                                                     |
| 11 | 6月6日   | みゆな              | 「秘密」「頂戴」                                               | 早坂伸     | 砂田将宏（BALLISTIK BOYZ）    |                                                                     |
| 12 | 6月13日  | 上野大樹            | 「ラブソング」「面影」                                         | 寺本慎太朗 | RIKU                          |                                                                     |
| 13 | 6月20日  | うじたまい          | 「独りうた ～September調子はどうだい～」「きつねにつままれた」 | 寺本慎太朗 | RIKU                          |                                                                     |
| 14 | 6月27日  | （総集編）          | （総集編）                                                     | （総集編） | （総集編）                    | MAKIDAI、RIKU、以前出演の舟津、SG、しなの、上野が公式チャットに参加 |
| 15 | 7月4日   | Asilo               | 「Swim」「Talk」                                               | 寺本慎太朗 | RIKU                          |                                                                     |
| 16 | 7月11日  | Tina Moon           | 「Chicken Street」「BARBIE GIRL」                              | 寺本慎太朗 | RIKU                          |                                                                     |
| 17 | 7月18日  | Organic Call        | 「Hello My Friend」 「未来は君の手の中」                       | 今井哲郎   | 瀬口黎弥（FANTASTICS）        |                                                                     |
| 18 | 7月25日  | iScream             | 「つつみ込むように…」※ 「茉莉花-Jasmine-」                     | 今井哲郎   | 瀬口黎弥（FANTASTICS）        | チャットはHINATAを除く2人が参加 ※MISIAのカバー                      |
| 19 | 8月1日   | PARED               | 「天ノ弱」「霧がかる滑走路」                                   | 今井哲郎   | 瀬口黎弥（FANTASTICS）        |                                                                     |
| 20 | 8月8日   | ぷにぷに電機        | 「君はQueen」「Night Session」                                 | 今井哲郎   | 瀬口黎弥（FANTASTICS）        |                                                                     |
| 21 | 8月15日  | れん                | 「嫌いになれない」「氷解」                                     | 早坂伸     | 加納嘉将（FANTASTICS）        |                                                                     |
| 22 | 8月22日  | mihoro*             | 「コドモノママデ 」「大人にならなくて」                        | 早坂伸     | 加納嘉将（FANTASTICS）        |                                                                     |
| 23 | 8月29日  | 竹内唯人            | 「I Believe Myself」「哀」                                     | 早坂伸     | 加納嘉将（FANTASTICS）        |                                                                     |
| 24 | 9月5日   | さなり              | 「Prince」「Begin Again」                                      | 早坂伸     | 加納嘉将（FANTASTICS）        |                                                                     |
| 25 | 9月12日  | 男澤直樹            | 「Behind the moonlight」「Wherever you are」※                  | 今井哲郎   | RIKU                          | ※ONE OK ROCKのカバー                                                |
| 26 | 9月19日  | ロザリーナ          | 「Gloomy Day」「Face2」                                        | 今井哲郎   | RIKU                          | VTR出演：鈴木愛理                                                   |
| 27 | 9月26日  | 小林柊矢            | 「白いワンピース」 「忘れないように」                          | 今井哲郎   | RIKU                          | ゲストが公式チャットに参加                                          |
| 28 | 10月3日  | 宮本佳林            | 「なんてったってI Love You」 「氷点下」                        | 今井哲郎   | RIKU                          |                                                                     |
| 29 | 10月10日 | RIKU（THE RAMPAGE） | 「Stand by you」                                               | 伊集守忠   | なし                          |                                                                     |
| 30 | 10月17日 | Anna                | 「私の道」「旅行計画」                                         | 伊集守忠   | RIKU                          |                                                                     |
| 31 | 10月24日 | りゅうと            | 「Sand Castle」「離れていても」                                | 伊集守忠   | RIKU                          |                                                                     |
| 32 | 10月31日 | 末吉9太郎（CUBERS） | 「機材席開放ってなんですか？」「今日、推しが卒業します。」     | 伊集守忠   | RIKU                          |                                                                     |
| 33 | 11月7日  | OdAkEi（䋝田圭亮）  | 「PSYCHO」「SHOCKER」                                          | 今井哲郎   | 世界（FANTASTICS）            |                                                                     |
| 34 | 11月14日 | 松浦航大            | 「オリジナリティ」「カミカザリ」                               | 今井哲郎   | 世界（FANTASTICS）            |                                                                     |
| 35 | 11月21日 | ふうりん。          | 「POPCORN」「焼きとうもろこし」                                | 今井哲郎   | 世界（FANTASTICS）            |                                                                     |
| 36 | 11月28日 | 鈴木鈴木            | 「ホワイトキス」「1番近くで」                                  | 今井哲郎   | 世界（FANTASTICS）            |                                                                     |
| 37 | 12月5日  | 高瀬統也            | 「どうして feat.野田愛実」※ 「13月1日」                        | 今井哲郎   | SWAY（DOBERMAN INFINITY）     | ※野田愛実が共演                                                     |
| 38 | 12月12日 | KAHOH               | 「4U」「Ice Cream」                                            | 今井哲郎   | SWAY（DOBERMAN INFINITY）     |                                                                     |
| 39 | 12月19日 | ASOBOiSM            | 「自分の機嫌は自分でとる」「明日はくる」                       | 今井哲郎   | SWAY（DOBERMAN INFINITY）     |                                                                     |
| 40 | 12月26日 | （総集編）          | （総集編）                                                     | （総集編） | （総集編）                    |                                                                     |

### 2023年
| 回 | 放送日  | ゲスト                                             | ONE CUT LIVE                                                     | カメラマン                                         | サブMC                                       | 備考                                                                            |
| -- | ------- | -------------------------------------------------- | ---------------------------------------------------------------- | -------------------------------------------------- | -------------------------------------------- | ------------------------------------------------------------------------------- |
| 41 | 1月16日 | 坂口有望                                           | 「好-じょし-」「サイレント」                                     | 今井哲郎                                           | RIKU                                         |                                                                                 |
| 42 | 1月23日 | JOE（西澤呈）                                      | 「誰も知らない君を見せて 」「まわりみち」                        | 今井哲郎                                           | RIKU                                         |                                                                                 |
| 43 | 1月30日 | こぴ                                               | 「耳鳴り」「自文学」                                             | 今井哲郎                                           | RIKU                                         |                                                                                 |
| 44 | 2月6日  | イ・ミンヒョク                                     | 「Heart Chase」「Regret」                                        | 今井哲郎                                           | RIKU                                         |                                                                                 |
| 45 | 2月13日 | #41 - 43の出演者インタビュー・スタジオライブ       | #41 - 43の出演者インタビュー・スタジオライブ                     | #41 - 43の出演者インタビュー・スタジオライブ       | #41 - 43の出演者インタビュー・スタジオライブ |                                                                                 |
| 46 | 2月20日 | Liyuu                                              | 「OPEN UP!」「Yellow」                                           | 寺本慎太朗                                         | 与那嶺瑠唯（THE RAMPAGE）                    |                                                                                 |
| 47 | 2月27日 | Ayumu Imazu                                        | 「Tangerine」「Sunshower」                                       | 寺本慎太朗                                         | 与那嶺瑠唯（THE RAMPAGE）                    |                                                                                 |
| 48 | 3月6日  | 野田愛実                                           | 「Automatic」※ 「おかえり」                                      | 寺本慎太朗                                         | 与那嶺瑠唯（THE RAMPAGE）                    | ※宇多田ヒカルのカバー                                                           |
| 49 | 3月13日 | #46 - 48の出演者インタビュー・スタジオライブ       | #46 - 48の出演者インタビュー・スタジオライブ                     | #46 - 48の出演者インタビュー・スタジオライブ       | #46 - 48の出演者インタビュー・スタジオライブ |                                                                                 |
| 50 | 3月20日 | 安斉かれん                                         | 「恋愛周辺(Demo)」「おーる、べじ♪」                              | 今井哲郎                                           | 八木将康（劇団EXILE）                        | VTR出演：戦慄かなの                                                             |
| 51 | 3月27日 | YouNique                                           | 「Self Party Night」「チャーミング」                             | 今井哲郎                                           | 八木将康（劇団EXILE）                        | VTR出演：鈴木鈴木、おかのやともか                                               |
| 52 | 4月3日  | さゆべえ（高木紗友希）                             | 「マイラブ」「ダイヤモンド」                                     | 今井哲郎                                           | 八木将康（劇団EXILE）                        | VTR出演：じんじん（パパラピーズ）、三上悠亜                                     |
| 53 | 4月10日 | #50 - 53の出演者インタビュー・スタジオライブ       | #50 - 53の出演者インタビュー・スタジオライブ                     | #50 - 53の出演者インタビュー・スタジオライブ       | #50 - 53の出演者インタビュー・スタジオライブ |                                                                                 |
| 54 | 4月17日 | 田村芽実                                           | 「魔法使いと私」 「アメイジング・グレイス 」※                    | 今井哲郎                                           | 与那嶺瑠唯                                   | ※いずれもミュージカル曲 VTR出演：松井五郎 今回よりトーク部分をT-1スタジオで収録 |
| 55 | 4月24日 | SG 舟津真翔                                        | SG「僕らまた」、 舟津「さくらロール」                            | 今井哲郎                                           | 与那嶺瑠唯                                   | 新企画「KURUNEトーク」開始。ゲストは過去に出演したアーティスト2組               |
| 56 | 5月1日  | SG 舟津真翔                                        | SG「Instagram」、舟津「大切」                                    | 今井哲郎                                           | 与那嶺瑠唯                                   |                                                                                 |
| 57 | 5月8日  | SG 舟津真翔                                        | SG「ひとくちのキス」、舟津「#君と僕が出会った日」                | ※過去出演時の映像                                  | 与那嶺瑠唯                                   | 23:00放送開始                                                                   |
| 58 | 5月15日 | Anna 小林柊矢 竹内唯人 宮本佳林                    | 竹内「絆」、宮本「ハウリング」                                   | 嶋根義明                                           | RIKU                                         | 〃（22時台は宮本・RIKU出演の#28・29を再放送）ゲストはいずれも二度目の出演       |
| 59 | 5月22日 | Anna 小林柊矢 竹内唯人 宮本佳林                    | Anna「花のように」、小林柊矢「あの人のため」                     | 嶋根義明                                           | RIKU                                         |                                                                                 |
| 60 | 5月29日 | Anna 小林柊矢 竹内唯人 宮本佳林                    | Anna「眠る時にあなたの声を」、竹内「MIRAI feat. $HOR1 WINBOY」※  | 嶋根義明                                           | RIKU                                         | ※DJ「$HOR1 WINBOY」が共演                                                       |
| 61 | 6月5日  | Anna 小林柊矢 竹内唯人 宮本佳林                    | 小林「笑おう」、宮本「未来のフィラメント」                       | 嶋根義明                                           | RIKU                                         |                                                                                 |
| 62 | 6月12日 | iScream 松浦航大 都識                              | iScream「ALL MINE」、松浦「すっぴんハート」                      | 今井哲郎                                           | RIKU                                         | VTR出演：THE RAMPAGE・浦川翔平（iScreamを推薦） 都識以外のゲストは二度目の出演  |
| 63 | 6月19日 | iScream 松浦航大 都識                              | iScream「LoveMeBetter」、都識「君がいない世界」                  | 今井哲郎                                           | RIKU                                         |                                                                                 |
| 64 | 6月26日 | iScream 松浦航大 都識                              | 松浦「七色」、都識「幸せ。」                                     | 今井哲郎                                           | RIKU                                         | 今回まで月曜 22:00 - 22:30放送（翌週から火曜 22:30 - 23:00）                    |
| 65 | 7月4日  | 尾形春水（Youplus） 男澤直樹 末吉9太郎（CUBERS）   | 男澤「Butterfly」、尾形「5月の嘘」                               | 橋本太郎                                           | RIKU                                         | 尾形以外のゲストは二度目の出演                                                  |
| 66 | 7月11日 | 尾形春水（Youplus） 男澤直樹 末吉9太郎（CUBERS）   | 末吉「あたしの自名義」、尾形「ぼくたちの失敗」                   | 橋本太郎                                           | RIKU                                         |                                                                                 |
| 67 | 7月18日 | 尾形春水（Youplus） 男澤直樹 末吉9太郎（CUBERS）   | 男沢「Behind the moonlight」、末吉「機材席解放ってなんですか？」 | 橋本太郎                                           | RIKU                                         |                                                                                 |
| 68 | 7月25日 | 総集編（#21、#24、#46）                            | （れん「嫌いになれない」、さなり「Prince」、Liyuu「OPEN UP!」）  | 過去出演回の映像                                   | -                                            |                                                                                 |
| 69 | 8月1日  | PSYCHIC FEVER                                      | （なし）                                                         | -                                                  | RIKU                                         | 期間限定イベント『居酒屋えぐざいる』会場にて収録（#72まで）                     |
| 70 | 8月8日  | PSYCHIC FEVER                                      | （なし）                                                         | -                                                  | RIKU                                         |                                                                                 |
| 71 | 8月15日 | BALLISTIK BOYZ                                     | （なし）                                                         | -                                                  | RIKU                                         |                                                                                 |
| 72 | 8月22日 | BALLISTIK BOYZ                                     | （なし）                                                         | -                                                  | RIKU                                         |                                                                                 |
| 73 | 8月29日 | 「居酒屋えぐざいる」収録回の総集編                 | 「居酒屋えぐざいる」収録回の総集編                               | 「居酒屋えぐざいる」収録回の総集編                 | 「居酒屋えぐざいる」収録回の総集編           |                                                                                 |
| 74 | 9月5日  | THE JET BOY BANGERZ                                | （なし）                                                         | -                                                  | RIKU                                         | T-1スタジオにて収録（最終回まで）                                               |
| 75 | 9月12日 | KID PHENOMENON                                     | （なし）                                                         | -                                                  | RIKU                                         |                                                                                 |
| 76 | 9月19日 | #74・75の総集編・未公開トーク                      | #74・75の総集編・未公開トーク                                    | #74・75の総集編・未公開トーク                      | #74・75の総集編・未公開トーク                |                                                                                 |
| 77 | 9月26日 | 最終回スペシャル（総集編・MCによる振り返りトーク） | 最終回スペシャル（総集編・MCによる振り返りトーク）               | 最終回スペシャル（総集編・MCによる振り返りトーク） | RIKU                                         |                                                                                 |

## エピソード
- 2023年2月1日より、過去に放送された一部アーティストのワンカットライブ映像が、YouTubeのBSJapanext公式チャンネルにて公開されている[34]。
- 同年2月から4月にかけ、月1回の頻度で「特別企画 プレイバック」などと題する企画が計3回実施された。それぞれ直近1ヶ月間のゲストを対象とし、撮り下ろしとなる番組収録後インタビューとワンカットライブ映像（リピート、各組1曲）が放送された。
- 同年3月、放送開始1年を機に番組のTwitterアカウント「@KURUNE_music」が開設された（実際の投稿開始は放送日に合わせ同年4月3日から）[35]。なおそれ以前は告知などの際は放送局アカウントを使用していた。
- 同年4月より、「新企画」が開始された（「新企画」や「特別企画」と称され名称は特にない）。従来の放送では各週1組のゲストが出演していたが、「新企画」ではトーク部分のみ複数組のゲストによるクロストーク形式での収録となり、1回の収録分を複数週に分けて放送していた[36]。

## スタッフ
- ナレーション：橘龍丸（ステイラック）
- 撮影協力：クイックスタジオ世田谷
- ディレクター：遠藤政喜
- プロデューサー：
- 制作著作：BSJapanext

※ワンカットライブ撮影者、サブMCは「#カメラマン」「#放送リスト」を参照